# Mai 1890

## Événements
- 1er mai : première manifestation commune d'unité d'action internationale des travailleurs.
  - France : la journée du 1er mai devient officiellement celle des travailleurs qui répondent à l'appel des socialistes pour manifester illégalement. Elle a été choisie comme symbole de la lutte des travailleurs d'Europe et d'Amérique à la suite des manifestations américaines sanglantes des 1er mai 1886 et 1887.
  - Le 1er mai est célébré pour la première fois en Suisse.
  - 60 000 ouvriers hongrois célèbrent le 1er mai.

- 8 mai : les élections portent les conservateurs au pouvoir au Costa Rica. Le chef du gouvernement, don José Joaquim Rodriguez, suspendra à plusieurs reprises les garanties constitutionnelles pour lutter contre une presse d’opposition particulièrement active.

- 10 mai : l'Académie de Lausanne est élevée au rang d'université.

## Naissances
- 5 mai : Léon Vanderstuyft, coureur cycliste belge († 26 février 1964).
- 6 mai :
  - Charles A. Lockwood (mort le 6 juin 1967), vice-amiral de la Marine des États-Unis
  - Claire Whitney (morte le 27 août 1969), actrice américaine
  - Thomas Bois (mort le 5 septembre 1975), orientaliste français
- 10 mai : 
  - Lucile Swan, sculptrice et artiste américaine († 2 mai 1965).
  - Clarence Brown,  réalisateur et producteur de cinéma américain († 17 août 1987).
- 19 mai : 
  - Hô Chi Minh, président vietnamien  († 2 septembre 1969).
  - Victor Fastre, coureur cycliste belge († 12 septembre 1914).
  - Eveline Adelheid von Maydell artiste de silhouette estonienne († 24 décembre 1962).
- 25 mai : Antoine Richard, historien, professeur, militant communiste et syndicaliste français († 22 octobre 1947).
- 27 mai : Saint-Granier, chanteur français († 25 juin 1976).
- 28 mai : María Currea, féministe colombienne († 23 mai 1985).
- 30 mai : Roger Salengro, homme politique français († 17 novembre 1936).

## Décès
- 6 mai :
  - Hubert Léonard (né le 7 avril 1819), musicien belge
  - Jacques Goërg (né le 28 mars 1815), personnalité politique française